# Heureux qui comme Ulysse (chanson)
Pour les articles homonymes, voir Heureux qui comme Ulysse (homonymie).
Clip vidéo
[vidéo] « Georges Brassens - Heureux qui comme Ulysse », sur YouTube
Heureux qui comme Ulysse (a fait un beau voyage) est une chanson française interprétée par Georges Brassens, sur une musique de Georges Delerue et des paroles d'Henri Colpi,, enregistrée en single et pour la musique du film de ce dernier Heureux qui comme Ulysse, de 1970.

## Histoire
Les paroles et musique heureuses et nostalgiques de cette chanson, sur le thème des voyages, sont inspirées du sonnet Heureux qui comme Ulysse du poète français Joachim du Bellay, qu'il compose durant son voyage et séjour de quatre ans à Rome, entre 1553 et 1557, sur le thème de la nostalgie de sa terre angevine natale, et 31e sonnet de son recueil Les Regrets, publié à son retour à Paris en 1558. 
La chanson reprend le titre et le premier alexandrin du poème précédent « Heureux qui, comme Ulysse, a fait un beau voyage » inspiré de l'Odyssée d'Ulysse (retour dans son île d'Ithaque, au bout de dix ans de voyage épique, du héros de la guerre de Troie) poème-épopée du poète grec Homère du VIIIe siècle av. J.-C. considéré comme une des œuvres fondatrices de la mythologie grecque. 
« Heureux qui comme Ulysse, a fait un beau voyage, heureux qui comme Ulysse, a vu cent paysages, et puis a retrouvé, après maintes traversées, le pays des vertes années... Quand c'en est fini des malheurs, quand un ami sèche vos pleurs, qu'elle est belle la liberté, la liberté, battus de soleil et de vent, perdus au milieu des étangs, on vivra bien contents, mon cheval, ma Camargue et moi... »
La chanson fait également allusion entre autres au voyage en Camargue d'Antonin (un berger provençal joué par Fernandel) et son cheval Ulysse, du film Heureux qui comme Ulysse, d'Henri Colpi de 1970, ainsi qu'à la vie de Georges Brassens, natif de Sète, au bord de l'étang de Thau, dans l'Hérault, voisin de la Camargue, qui malgré son important succès à Paris a durant sa vie la nostalgie de sa région natale.

## Adaptations et hommages
Georges Brassens reprend cette chanson dans divers albums compilations de sa carrière. Elle est également reprise entre autres par le chanteur Ridan, qui a adapté le poème en chanson dans son album L'Ange de mon démon de 2007.

## Au cinéma
- 1970 : Heureux qui comme Ulysse, d'Henri Colpi, avec Fernandel, chanson thème du film.